# Euphonia chrysopasta
Euphonia chrysopasta е вид птица от семейство Чинкови (Fringillidae).

## Разпространение
Видът е разпространен в Боливия, Бразилия, Венецуела, Гвиана, Еквадор, Колумбия, Перу, Суринам и Френска Гвиана.